# Les Fantômes de Gaunt

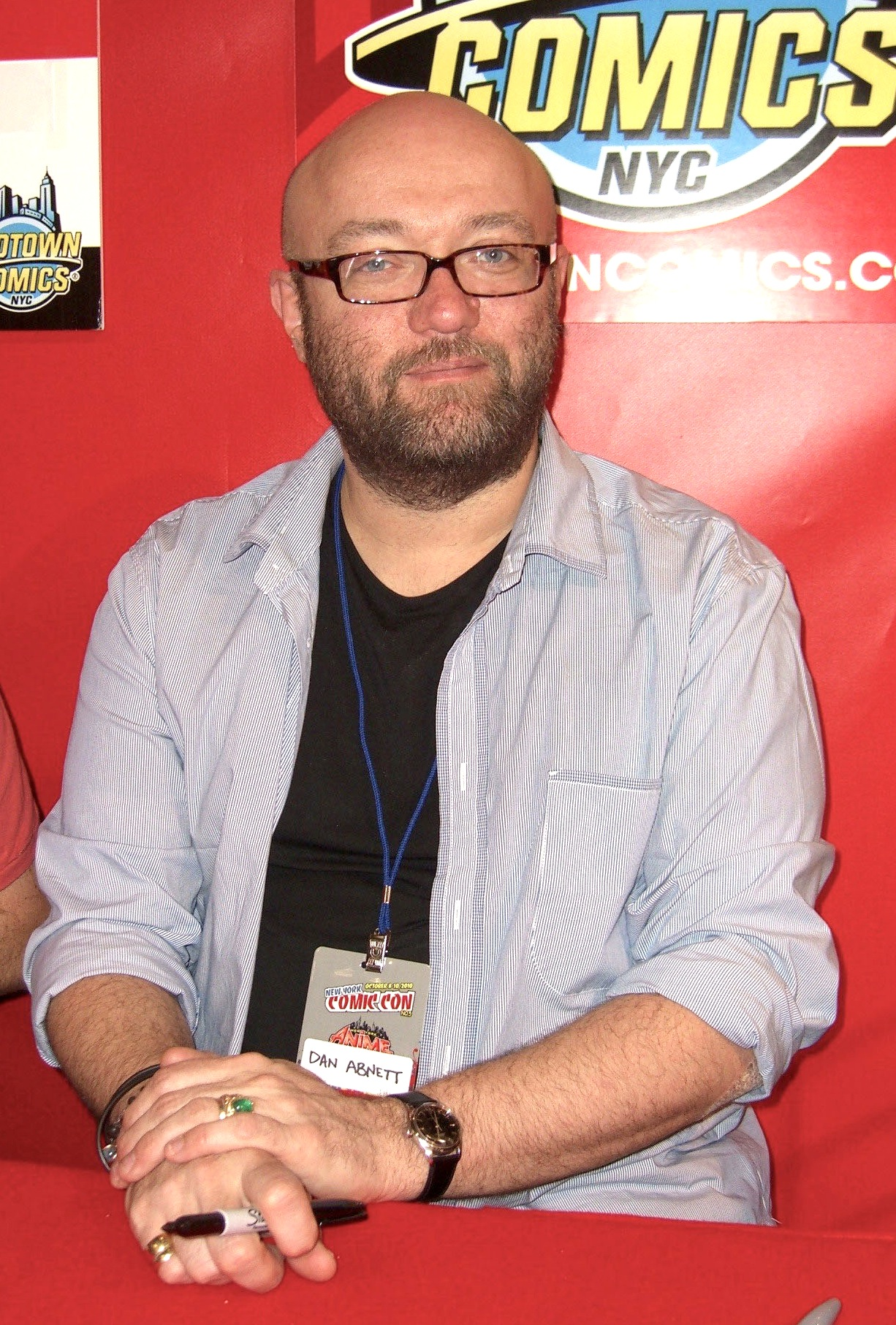
Dan Abnett, auteur des, à la New York Comic Convention en 2010.

Les Fantômes de Gaunt est une série de romans de science fiction de l'écrivain britannique Dan Abnett qui se déroulent dans l'univers de Warhammer 40 000. Ces ouvrages sont publiés depuis 2005 en Angleterre par la Black Library. Ils ont d'abord été traduits en français par la Bibliothèque Interdite, avant d'être repris en même temps que la licence Warhammer par la Black Library France en 2011.

## Synopsis
Cette série raconte l'histoire du Commissaire Ibram Gaunt et de son régiment le premier et unique de Tanith, la planète Tanith ayant été détruite par les armées du Chaos.

## Série
| Titre Français         | Date de Parution              | Isbn (ebook)          | Omnibus                                                        |
| ---------------------- | ----------------------------- | --------------------- | -------------------------------------------------------------- |
| Cycle I : La Fondation |                               |                       |                                                                |
| Premier et Unique      | 10/2005(poche) 06/2011(ebook) | (ISBN 9780857872654)  | La Fondation 08/2011 (ISBN 9781780300160)                      |
| Les Fantômes           | 10/2005(poche) 06/2011(ebook) | (ISBN 9780857872661)  | La Fondation 08/2011 (ISBN 9781780300160)                      |
| Necropolis             | 01/2009(poche) 06/2011(ebook) | (ISBN 9780857872678)  | La Fondation 08/2011 (ISBN 9781780300160)                      |
| Cycle II : La Sainte   |                               |                       |                                                                |
| Garde d'Honneur        | 02/2007(poche) 06/2011(ebook) | (ISBN 9780857872890)  | La Sainte: Volume 1 08/2011 (ISBN 9781780300177)               |
| Les Armes de Tanith    | 05/2007(poche) 06/2011(ebook) | (ISBN 9780857872906)  | La Sainte: Volume 1 08/2011 (ISBN 9781780300177)               |
| 30 centimètres d'Acier | 11/2007(poche) 09/2011(ebook) | (ISBN 9780857872968)  | La Sainte: Volume 2 08/2011 (ISBN 9781780300184)               |
| Sabbat Mater           | 05/2008(poche) 06/2011(ebook) | (ISBN 9780857872975)  | La Sainte: Volume 2 08/2011 (ISBN 9781780300184)               |
| Cycle III : Les Égarés |                               |                       |                                                                |
| Le Traître             | 11/2008(poche) 11/2011(ebook) | (ISBN 9780857874467)  | Les Égarés: Volume 1 11/2011 (ISBN 978-1780300634)             |
| Son Dernier Ordre      | 09/2009(poche) 11/2011(ebook) | (ISBN 9780857874474)  | Les Égarés: Volume 1 11/2011 (ISBN 978-1780300634)             |
| L'Armure de Mépris     | 04/2010(poche) 05/2012(ebook) | (ISBN 9780857872968)  | Les Égarés: Volume 2 05/2013 (ISBN 978-1780300955)             |
| Seule la Mort          | 04/2013(poche) 05/2012(ebook) | (ISBN 9780857876157)  | Les Égarés: Volume 2 05/2013 (ISBN 978-1780300955)             |
| Cycle IV : La Victoire |                               |                       |                                                                |
| Le Pacte du Sang       | 04/2013(poche) 05/2013(ebook) | (ISBN 9781782510659)  | La victoire : Première Partie 04/2018 (ISBN 978-1-78030-377-2) |
| Salvation's Reach      | 06/2014(poche)                | (ISBN 9781780301679)  | La victoire : Première Partie 04/2018 (ISBN 978-1-78030-377-2) |
| Le maître de guerre    | 24/05/2018 (poche)            | (ISBN 978-1780303819) |                                                                |
| La Voix du Chaos       | 15/03/2019 (poche)            | (ISBN 978-1780304717) |                                                                |